# هنريك أبيرج
هنريك أبيرج (بالسويدية: Henrik Åberg)‏ هو مغني سويدي، ولد في 1976.

## وصلات خارجية
- هنريك أبيرج على موقع ميوزك برينز (الإنجليزية)
- هنريك أبيرج على موقع ديسكوغز (الإنجليزية)